# Астрагал солодколистий
Астрага́л солодколи́стий (Astragalus glycyphyllos L.) — рослина роду астрагал (Astragalus) родини бобових (Fabaceae).

## Інші назви
Богоростка звичайна, вовчий горошок солодкий; баранчики, Богородиця-роса, богоростка, волосник, волчан, в'язіль, горох вовчий, горох заячий, горошок дикий, горошок заячий, дев'ятижильник, дев'ятилітник, дев'ятисильник, дев'ятосильник, жереб'ятник, зуб чортов, калюжник, колесник, коса Богородишна, коса варварина, косатик, коси Матері Божої, крило орлине, мокріот, ненаситець, перерва польова, ріжечки, розходник боровий, сарачець, семижильник, сплюлист, стручечник, ступа вовча, тирлич, укладник, фасолька дика, фасулі дикі, хрест петрів, чистець, чорне зілля.

## Морфологічна характеристика
Багаторічна трав'яна рослина, заввишки до 30—80 см. Стебло розгалужене. Листки складні, з 9—12 еліптичними листочками і прилистками. Квітки зеленувато-жовті, зібрані в короткі густі китиці. Цвіте в червні — серпні. Плоди — боби лінійні, зігнуті дугою.

## Поширення
Росте в лісах, на узліссях, серед чагарників у рівнинному і передгірному поясах.

## Застосування у народній медицині
В народній медицині використовується трава, корінь і насіння. В листках і стеблах містяться алкалоїди, а також аскорбінова кислота.

## Медичне застосування
Відвар з трави вживається як відхаркувальне, сечогінне і проносне при захворюваннях нирок та сечових шляхів, при каменях у нирках, золотусі і нашкірних висипах, сифілісі, ревматизмі й суглобних болях, поносі, катарах верхніх дихальних шляхів. Крім того, астрагали використовуються в акушерстві для прискорення родів.

## Галерея

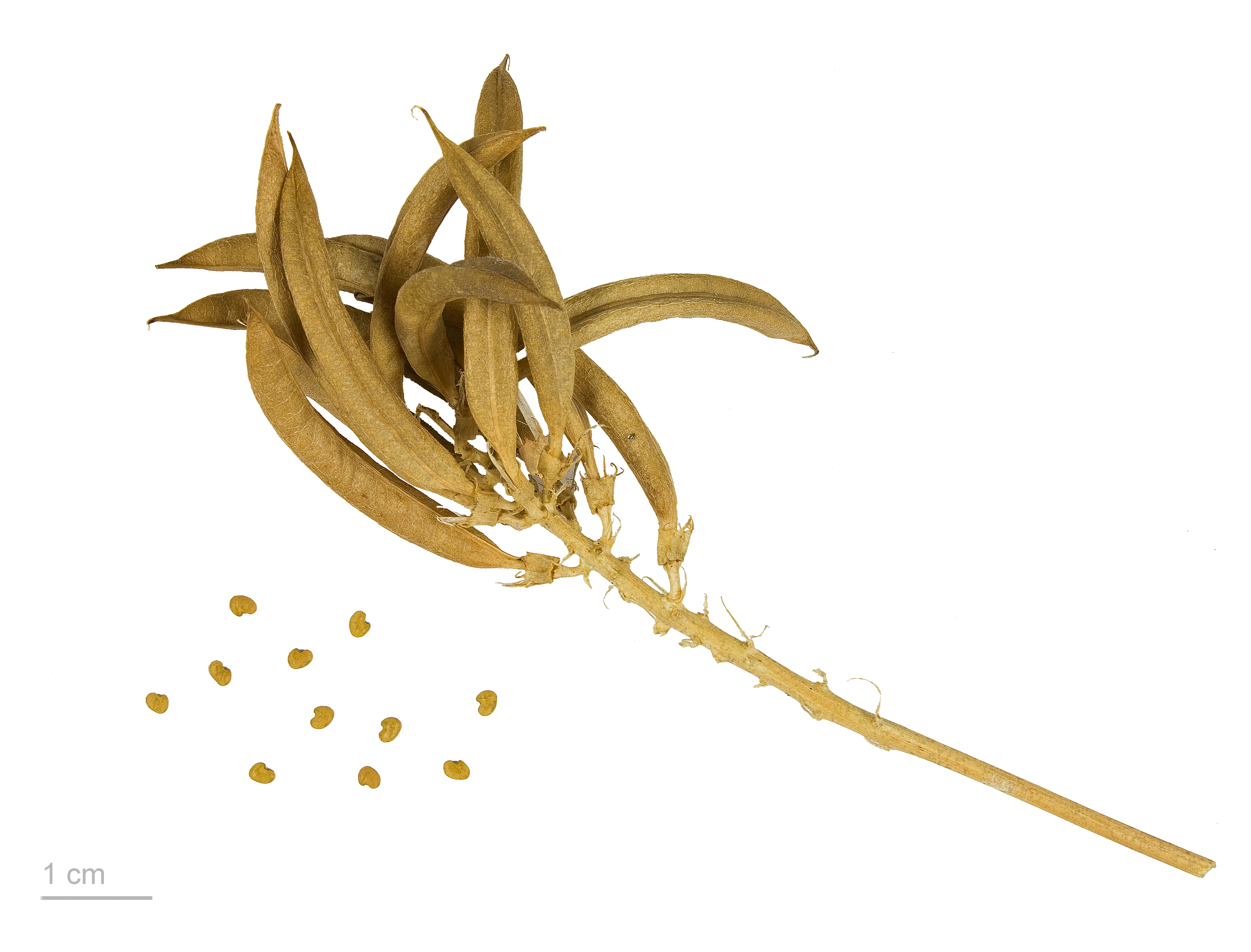
Astragalus glycyphyllos - Тулузький музей
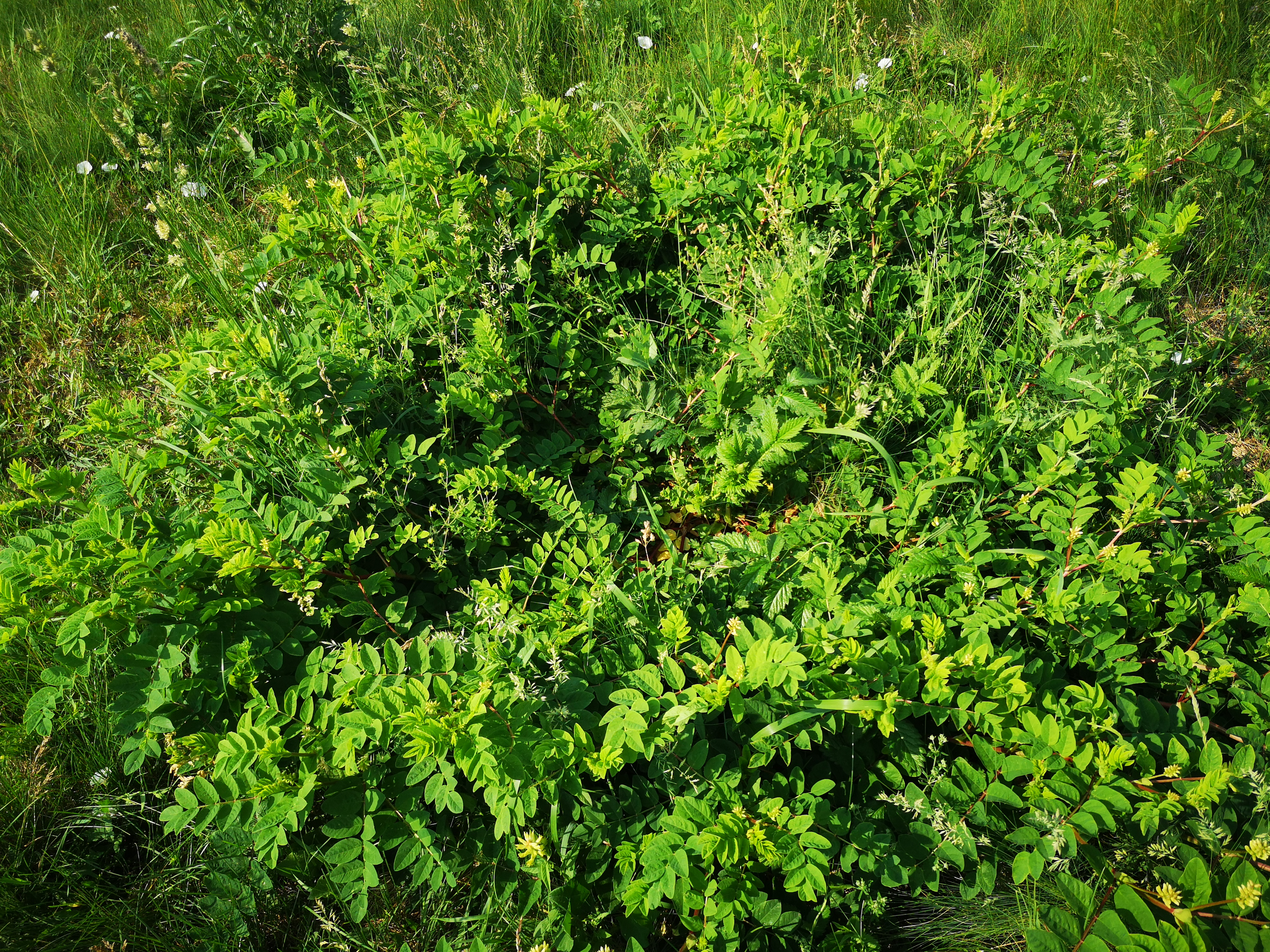
Astragalus glycyphyllos під час цвітіння
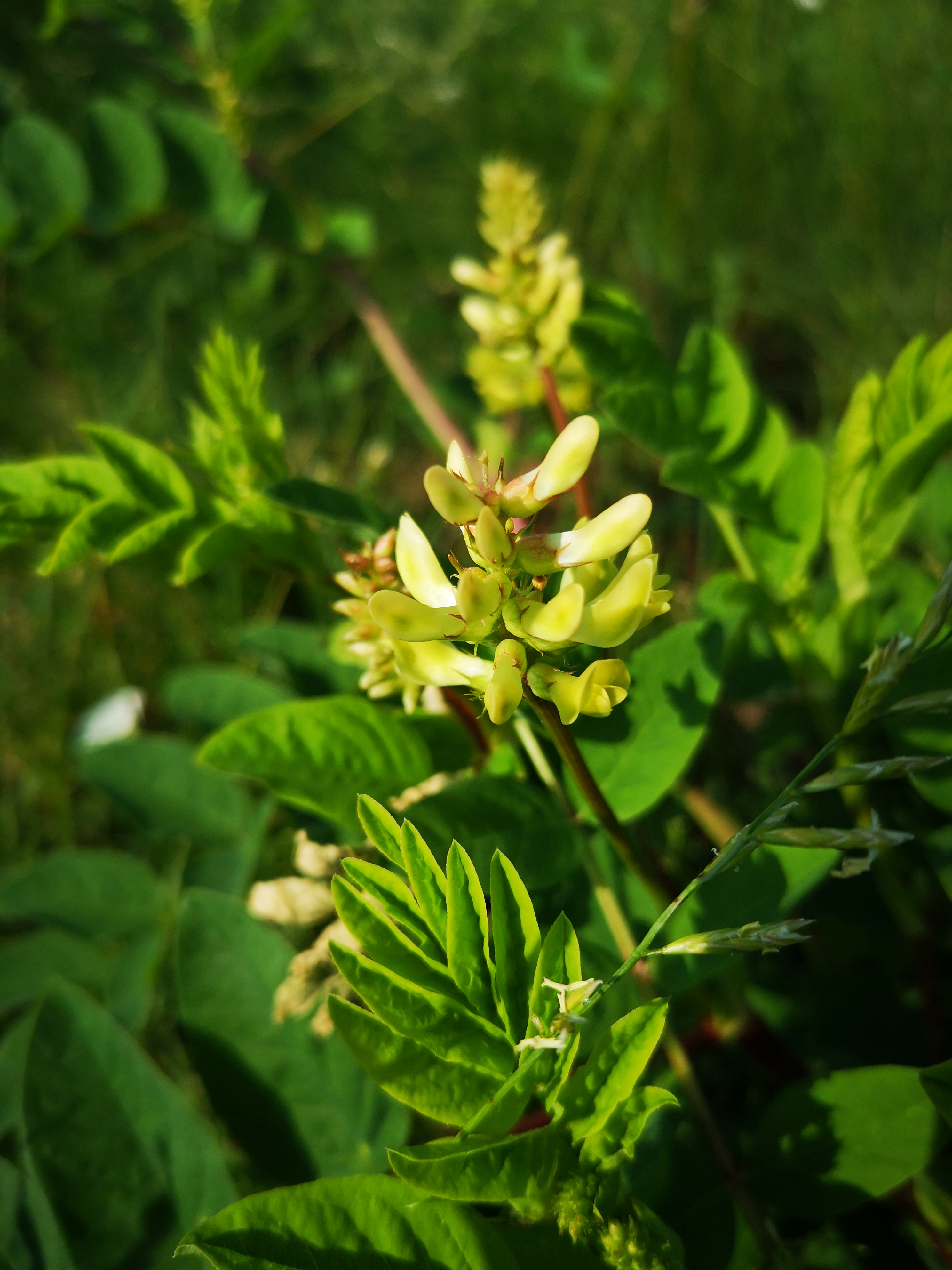
Квітка